# Стела Мернептаха

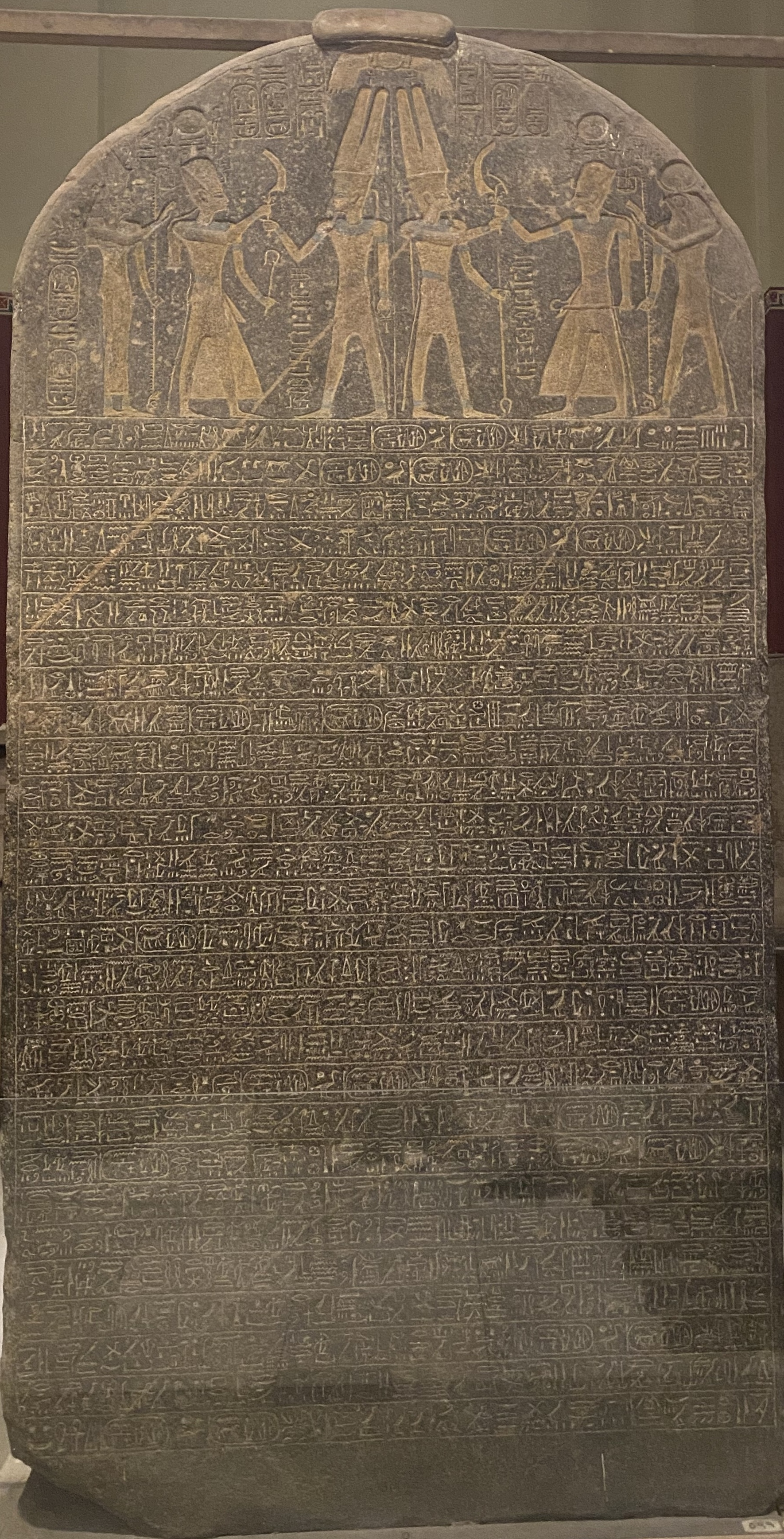
Стела Мернептаха (JE 31408). Каирский египетский музей

Стела Мернептаха, также известная как Израильская Стела или Стела Побед Мернептаха — надпись фараона Мернептаха (от 1213 до 1203 года до н. э.), которая нанесена на обратную сторону гранитной стелы, установленной фараоном Аменхотепом III. Она была обнаружена при раскопках Флиндерса Питри в 1896 году в Фивах. Ныне хранится в Египетском музее в Каире. Большая часть стелы описывает кампанию Мернептаха против ливийцев.
Стела содержит текст, упоминающий «I.si.ri.ar» или «Isirial», что толкуется учёными как «Израиль»; это первое известное нам письменное упоминание народа Израиля. Наиболее распространенный перевод этого места стелы: «Израиль опустошен, его семени нет».
Текст надписи:
| i | i | z · Z1s · Z1s · r | i | A | r · Z1 | T14 | A1 · B1 · Z2s |

| i | i | z · Z1s · Z1s · r | i | A | r · Z1 | T14 | A1 · B1 · Z2s |

| f · k · t | G36 |

| f · k · t | G36 |

| b · n |

| b · n |

| O1 · r · t | N33B · Z2 |

| O1 · r · t | N33B · Z2 |

| f |

| f |

Первый переводчик надписи, Вильгельм Шпигельберг, отмечал, что имя «Израиль» сопровождается иероглифом, означающий «группа людей, народ», а не «страна», и это прочтение было общепринятым среди египтологов в течение примерно ста лет.
| T14 | A1 · B1 · Z2s |

Однако, в последние десятилетия некоторую популярность приобрела версия, согласно которой иероглиф со значением «группа людей» проставлен писцом по ошибке, и «Израиль» в этом тексте обозначает географический регион — возможно, примерно соответствующий библейскому уделу Ефремову.
Согласно «Оксфордской истории библейского мира», этот «иностранный народ... знак обычно используется египтянами для обозначения кочевых групп или народов, не имеющих постоянного города-государства, тем самым подразумевая полукочевой или сельский статус «Израиля» в то время».